# Leart Paqarada
Leart Paqarada (Bremen, 8 de octubre de 1994) es un futbolista alemán, nacionalizado kosovar, que juega como defensa en el F. C. Colonia de la 1. Bundesliga.

## Selección nacional
Tras jugar con la selección de fútbol sub-16 de Alemania, la selección de fútbol sub-17 de Alemania y la selección de fútbol sub-21 de Albania, finalmente debutó con la selección de fútbol de Kosovo el 7 de septiembre de 2014. Lo hizo en un partido amistoso contra Omán que finalizó con un resultado de 1-0 a favor del combinado kosovar tras el gol de Imran Bunjaku. Además disputó varios partidos de la Liga de Naciones de la UEFA 2018-19.

### Goles internacionales
| # | Fecha               | Estadio                                             | Oponente     | Gol | Resultado | Competición |
| - | ------------------- | --------------------------------------------------- | ------------ | --- | --------- | ----------- |
| 1 | 27 de marzo de 2018 | Stade Municipal Jean Rolland, Franconville, Francia | Burkina Faso | 0-2 | 0-2       | Amistoso    |

## Clubes
| Club                   | País     | Año       | Partidos | Goles |
| ---------------------- | -------- | --------- | -------- | ----- |
| Bayer 04 Leverkusen II | Alemania | 2012-2014 | 30       | 1     |
| SV Sandhausen          | Alemania | 2014-2020 | 160      | 5     |
| F. C. St. Pauli        | Alemania | 2020-2023 | 102      | 7     |
| F. C. Colonia          | Alemania | 2023-     | 54       | 0     |